# Ville Lajunen
Ville Lajunen (Helsinki, 8 marzo 1988) è un hockeista su ghiaccio finlandese.

## Palmarès

### Mondiali
- 1 medaglia:
  - 1 argento (Bielorussia 2014)